# Армянский национализм
Армянский национализм (арм. Հայկական ազգայնականություն) — термин, обозначающий широкий круг общественно-политических движений в Армении и в армянской диаспоре, возникших в связи со стремлением к формированию армянской политической нации и армянского национального государства, начиная с середины XVIII века.

## История возникновения армянского национализма
Современный армянский национализм берёт начало в романтическом национализме Микаэла Чамчяна (1738—1823) и строится в основном вокруг идеи создания, укрепления и дальнейшего расширения свободного, единого и независимого армянского государства в пределах исторической Армении, будучи тесно связанной с идеями Армянского вопроса.
В Новом времени крупнейшая волна армянского националистического движения проявилась с 1880 годов в Западной Армении в контексте усиления националистических движений в Османской империи, охватив собою, но в меньшей степени, также и население Восточной Армении.
Восстановление независимого армянского государства в 1991 году способствовало централизации националистического движения в Республике Армения с формированием концепции армянского либерального национализма. «Диаспориальный» национализм заключается в борьбе против ассимиляции.